# Lushomo Mweemba
Lushomo Mweemba (* 10. April 2001) ist eine sambische Fußballspielerin.

## Karriere

### Klub
Seit 2021 spielt sie für die Green Buffaloes.

### Nationalmannschaft
Mit der sambischen A-Nationalmannschaft nahm sie am Afrika-Cup 2018 teil. Beim Olympiaturnier der Spiele 2020 gehörte sie ebenfalls mit zum Kader und kam hier dreimal zum Einsatz. In fünf Partien des Afrika-Cup 2022 stand sie dann auch hier in der Startelf, lediglich beim Spiel um Platz drei wurde sie nicht eingesetzt.
Am 3. Juli 2023 wurde sie für den Kader der Mannschaft bei der Weltmeisterschaft 2023 nominiert.